# Forza Horizon 3
Forza Horizon 3 ist ein Open-World-Rennspiel, das für die Spielkonsole Xbox One und, erstmals für die Serie, auch für Windows-PCs, am 27. September 2016 veröffentlicht wurde. Es ist der neunte Teil der Forza-Spieleserie und direkter Nachfolger von Forza Horizon 2. Es wurde von Playground Games mit Unterstützung von Turn10 entwickelt und von den Microsoft Studios publiziert. Eine kostenlose Demo wurde am 12. September für die Xbox One veröffentlicht, eine Demo für Windows wurde für nach dem Release angekündigt. Zusätzlich bekam Forza Horizon 3 zum Release der Xbox One X ein Grafik-Update, welches das Spiel (nur auf Xbox One X) auf 4K Grafik bringt.

## Spielprinzip
Forza Horizon 3 ist ein Rennspiel, das in einem Open-World-Szenario in Australien spielt. Die Spielwelt wird als in etwa doppelt so groß wie in Forza Horizon 2 angegeben; sie erstreckt sich von Surfers Paradise bis Byron Bay. Im Spiel ist eine Koop-Kampagne für bis zu vier Spieler möglich. Ebenfalls wird Crossplay (für 'cross-platform play') verwendet, was es ermöglicht, mit Spielern von Konsole und PC gleichzeitig im Onlinemodus zusammenzuspielen. Dies wird von Microsoft unter dem „Xbox Play Anywhere“-Programm vertrieben. Insgesamt werden in diesem Teil der Serie über 420 Autos zum Release verfügbar sein.
In der Kampagne der früheren Teile wurde der Spieler als einer der Rennfahrer auf dem namensgebenden Horizon-Festival behandelt. In diesem Teil spielt er den Boss des Events und soll andere Fahrer anheuern sowie das Event mittels eigenen erstellten Rennen und anderen Angeboten organisieren, um es zum größten Event seiner Art auf der Welt zu machen.

## Entwicklung und Release

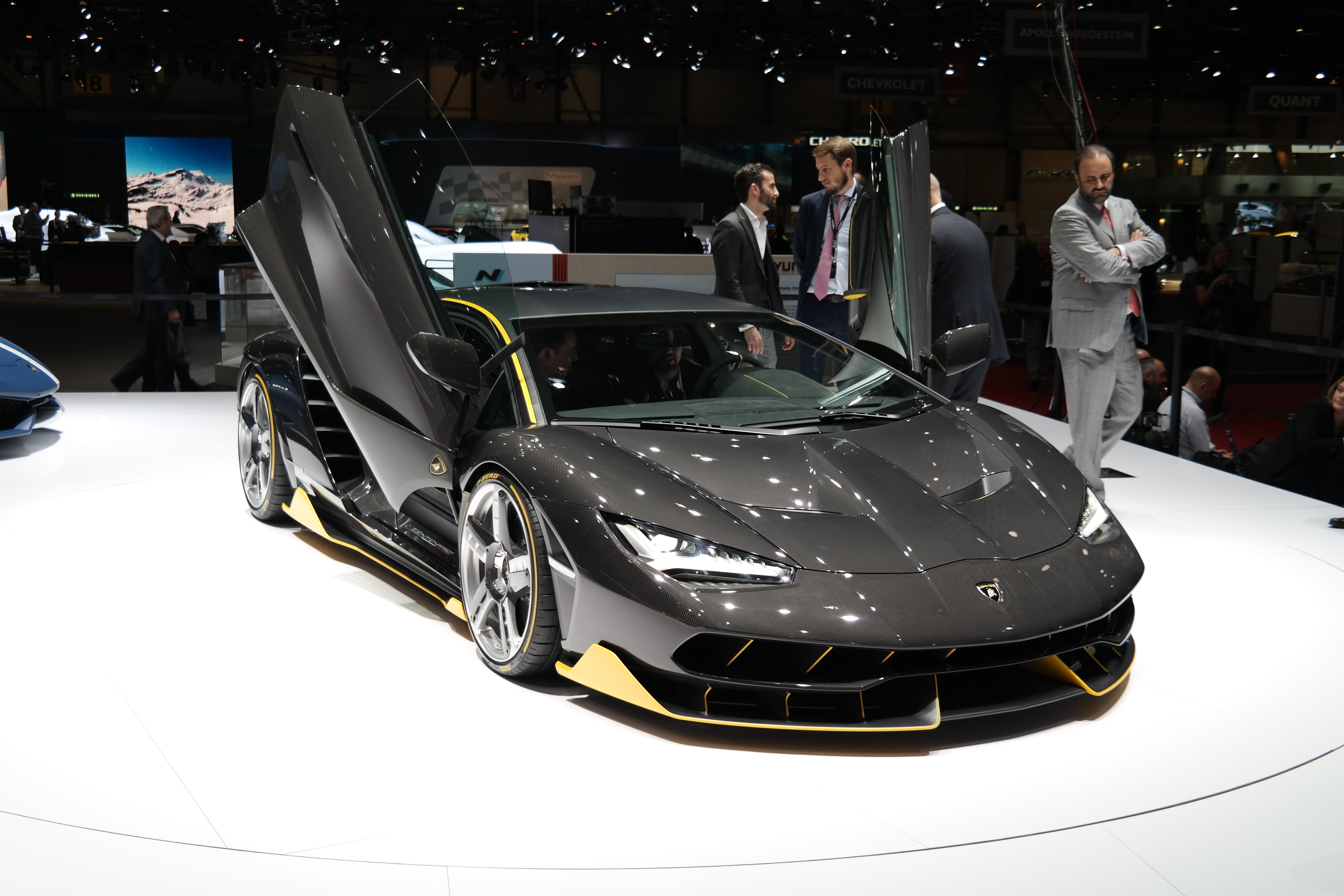
Der Lamborghini Centenario, eines der zwei Titelautos von Forza Horizon 3

Forza Horizon 3 wurde von Playground Games entwickelt und auf der E3 2016 am 13. Juni 2016 durch Microsoft angekündigt. Der finale Release erfolgte am 27. September 2016, für die Besitzer der vorbestellbaren Ultimate Edition aber schon früher am 23. September. Diese Spieler bekamen zusätzlich Zugriff auf sechs Autopakete sowie weitere exklusive Wagen und Events. Auf dem Cover von Forza Horizon 3 ist der Lamborghini Centenario bzw. der Ford F-150 Raptor zu sehen. Ebenfalls besteht die Möglichkeit, über Groove Music eigene Soundtracks ins Spiel zu implementieren.

## Fuhrpark
Forza Horizon 3 verfügt über 350 Autos verschiedenster Automarken dieser Welt. Nach Release wurden nahezu monatlich neue Fahrzeuge hinzugefügt, wodurch sich der Fuhrpark immens vergrößert hat. Des Weiteren wurden über sogenannte #Forzathons neue Autos hinzugefügt. Innerhalb dieser Forzathons gilt es eine kleine Herausforderung zu meistern, um das Auto zu erhalten. Diese Events sind nur für kurze Zeit verfügbar.

## Erweiterungen
Es gibt 2 Erweiterungen für das Hauptspiel. Die erste, Blizzard Mountain erschien am 13. Dezember 2016 und erweitert die Spielwelt um ein Zusatzgebiet, welches in den Australischen Alpen spielt und neben neuen Autos und neuen Rennen das Konzept von Schnee und Eis ins Spiel bringt. Die zweite Erweiterung Hot Wheels erschien am 9. Mai 2017. Diese bringt wie die erste Erweiterung ein neues Zusatzgebiet sowie neue Autos mit sich. Das neue, fiktive Gebiet Thrilltopia ist an Hot Wheels thematisch angelehnt. Ebenso sind vier von den neuen Autos an Hot Wheels angelehnt.

## Nachfolger
Der Nachfolger Forza Horizon 4 erschien am 2. Oktober 2018 für Xbox One und Microsoft Windows 10. Neben dynamischen Jahreszeiten bietet das Spiel das Vereinigte Königreich als Handlungsort.

## Rezeption
Forza Horizon 3 hat national und international gute bis sehr gute Bewertungen erhalten. 

„Keine Überraschungen, nur reine Arcade-Renn-Glückseligkeit. Horizon 3 hebt die Messlatte für den besten Open-World-Racer wieder etwas höher.“

„Ich hätte wirklich nie gedacht, dass ich mich jemals an Linksverkehr gewöhnen könnte! In Forza Horizon 3 hat's trotzdem nur wenige Minuten und … nun ja … vier Frontalunfälle gedauert. Ganz einfach, weil ich mich von der ersten Sekunde an in Australien pudelwohl und willkommen gefühlt habe. Noch mehr als in den Vorgängern ist die Spielwelt der Star. Sie nimmt sofort gefangen, und selbst nach Hunderten gefahrenen Kilometern entdecke etwas Neues, das mich fasziniert.“